# 千旁羅顛
千旁羅顛是唐代六詔之一的施浪詔末代王，在位年期不明。施浪詔後來被南詔滅亡，千旁羅顛逃到瀘北，有子孫在吐蕃。
《新唐書》稱千旁羅顛是望千（施望千）之子，而《蠻書》則無千旁羅顛此人，書中記載施浪詔末代王為傍羅顛，是千傍之子、施望千之孫。
| 前任： 施望千 | 六詔施浪詔王 | 繼任： 無 |